# Louis-Édouard Lemarchand
Louis-Édouard Lemarchand (1795–1872) fue un ebanista francés, uno de los principales representantes del estilo Restauración. 

## Biografía
Era hijo del también ebanista Charles-Joseph Lemarchand (1759-1826). Se formó como arquitecto y durante el fin del reinado de Napoleón fue soldado. En 1815 entró en el taller de su padre, del que se hizo cargo tras la retirada de este en 1817. Trabajó para Carlos X y Luis Felipe I, para los que elaboró unos muebles que seguían la estela del estilo Imperio, aunque de líneas más pesadas y toscas. También elaboró piezas en un estilo barroco que imitaba la obra de André-Charles Boulle. Una de sus obras más conocidas fue el féretro en que se trasladaron los restos de Napoleón desde la isla de Santa Helena hasta Francia (1840). En 1846 se asoció a André Lemoyne, a quien traspasó su parte del negocio al retirarse en 1864. Algunas de sus obras se encuentran en el palacio de Versalles y en el Museo de Artes Decorativas de París.